# 滋賀県道31号栗東志那中線
滋賀県道31号栗東志那中線（しがけんどう31ごう りっとうしななかせん）は、滋賀県栗東市から草津市に至る県道（主要地方道）である。

## 概要
滋賀県栗東市の国道1号・上鈎交差点を起点に草津市湖岸志那中町交差点まで、琵琶湖岸までのほぼ一直線に至る路線である。

### 路線データ
- 起点：栗東市上鈎（国道1号交点）
- 終点：草津市湖岸志那中町（滋賀県道559号近江八幡大津線交点）

## 歴史
- 1992年（平成4年）11月20日 - 栗東町苅原字南代から栗東町霊仙寺字堂田まで（いずれも当時）の753 m（メートル）で改良工事が竣工し、東海道本線（琵琶湖線）をまたぐ石原跨線橋（延長185.7 m、総幅員8.0 m）が供用開始される[1]。

## 地理

### 通過する自治体
- 栗東市
- 草津市

### 交差する道路
- 国道1号（国道8号 重複）（栗東市上鈎・上鈎交差点、起点）
- 滋賀県道2号大津能登川長浜線 旧中山道（栗東市綣・花園交差点）
- 新中山道
- 滋賀県道42号草津守山線（バイパス）（草津市駒井沢町・駒井沢東交差点）
- 滋賀県道42号草津守山線（旧道）（草津市駒井沢町・駒井沢町交差点）
- 滋賀県道26号大津守山近江八幡線 浜街道（草津市志那中町・志那中町交差点）
- メロン街道
- 滋賀県道559号近江八幡大津線 湖岸道路（＝さざなみ街道）（湖岸志那中町、終点）

### 沿線にある施設など
- 関西みらい銀行 栗東支店
- 積水ハウス 滋賀工場
- 利昌工業 滋賀工場
- 関西アーバン銀行 栗東西支店
- 栗東市立栗東西中学校
- 滋賀銀行 大宝支店
- 平和堂 大宝店
- 吉川紙業 滋賀栗東工場
- 栗東市立大宝西小学校、大宝西幼稚園、大宝西保育園
- 草津ハートセンター
- 優水化成
- 草津常盤郵便局
- NTT西日本 滋賀支店常盤別館
- 草津市立常盤小学校、常盤幼稚園

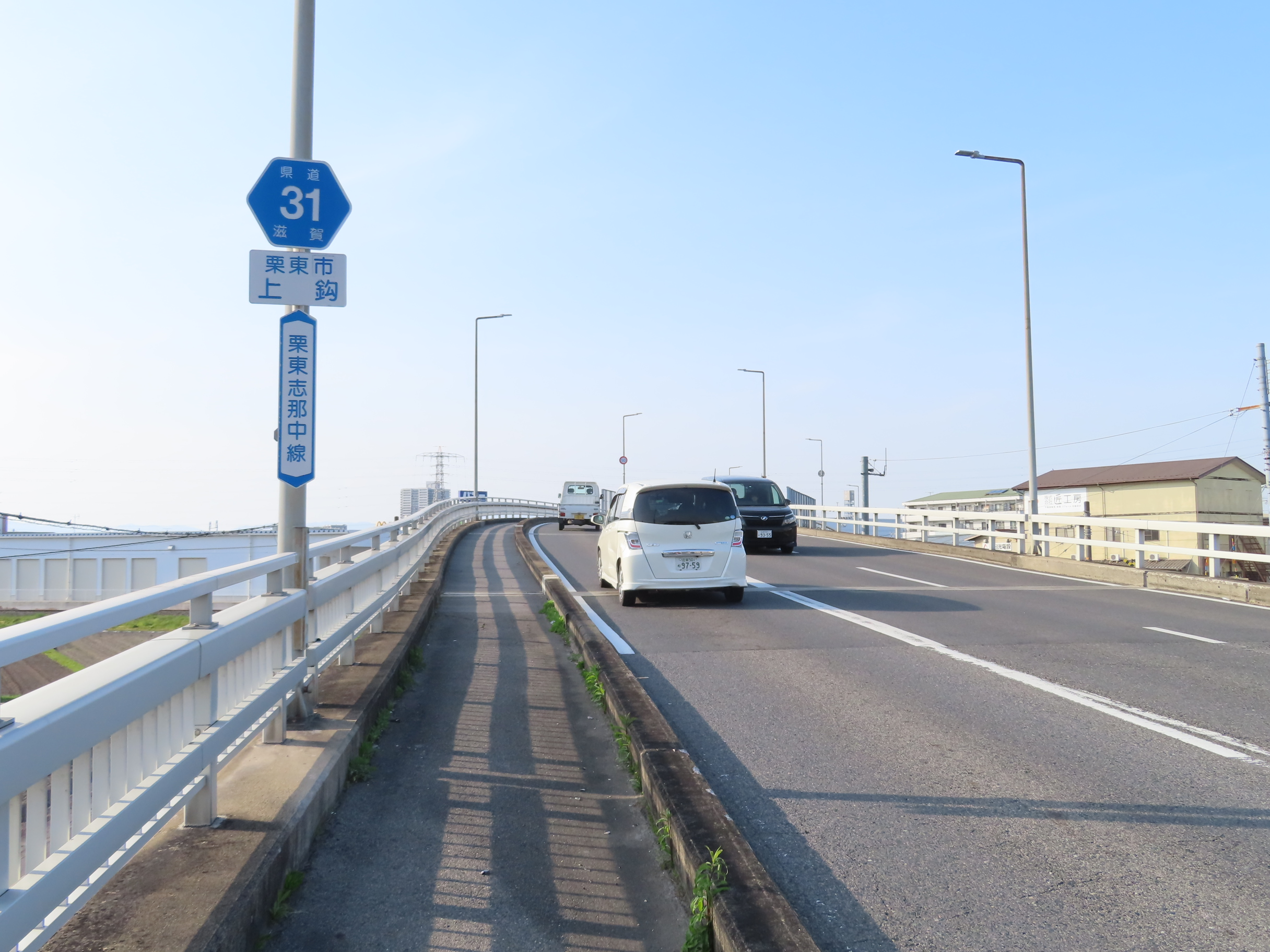
栗東市上鈎
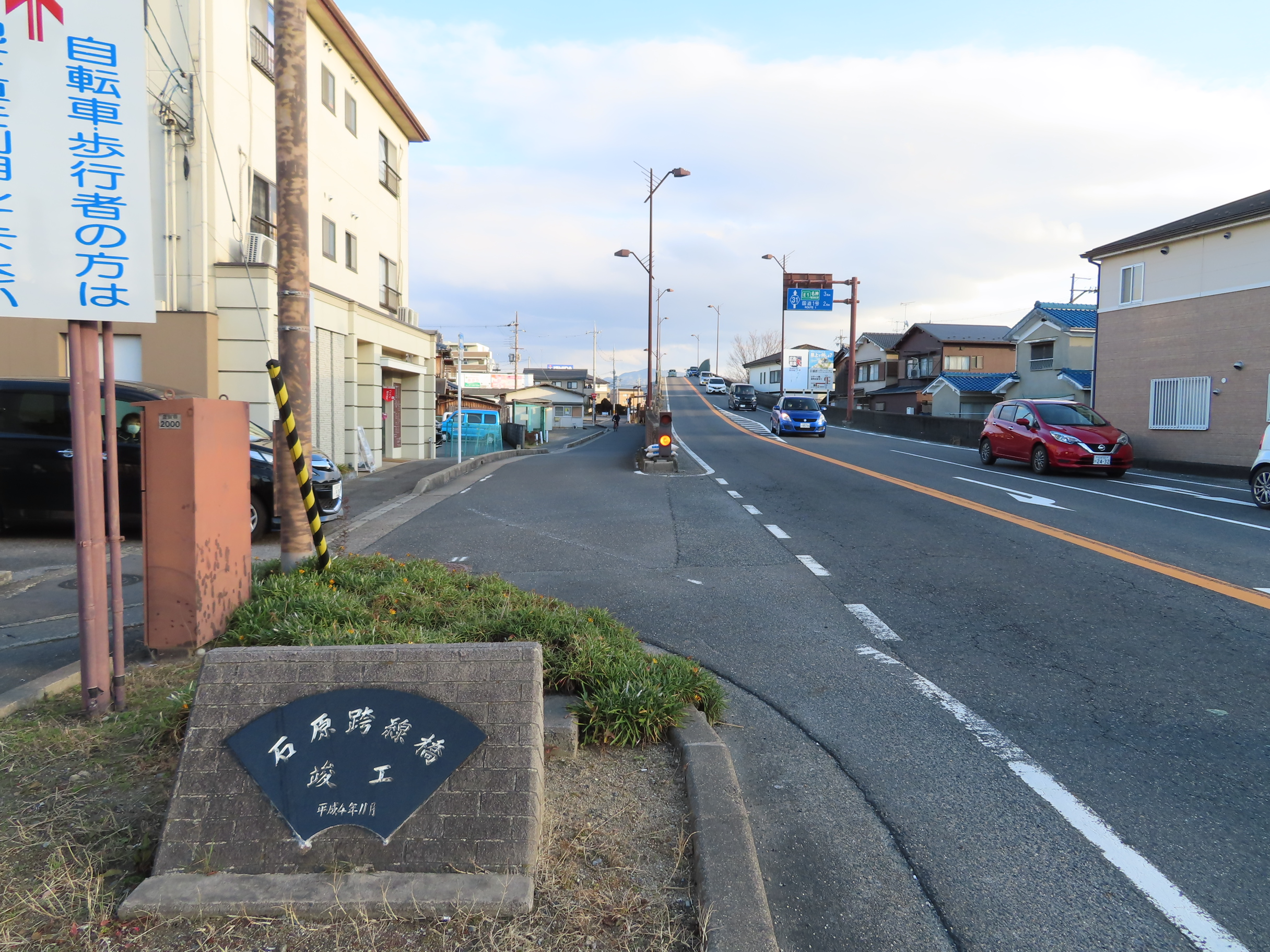
栗東市綣の石原高架橋
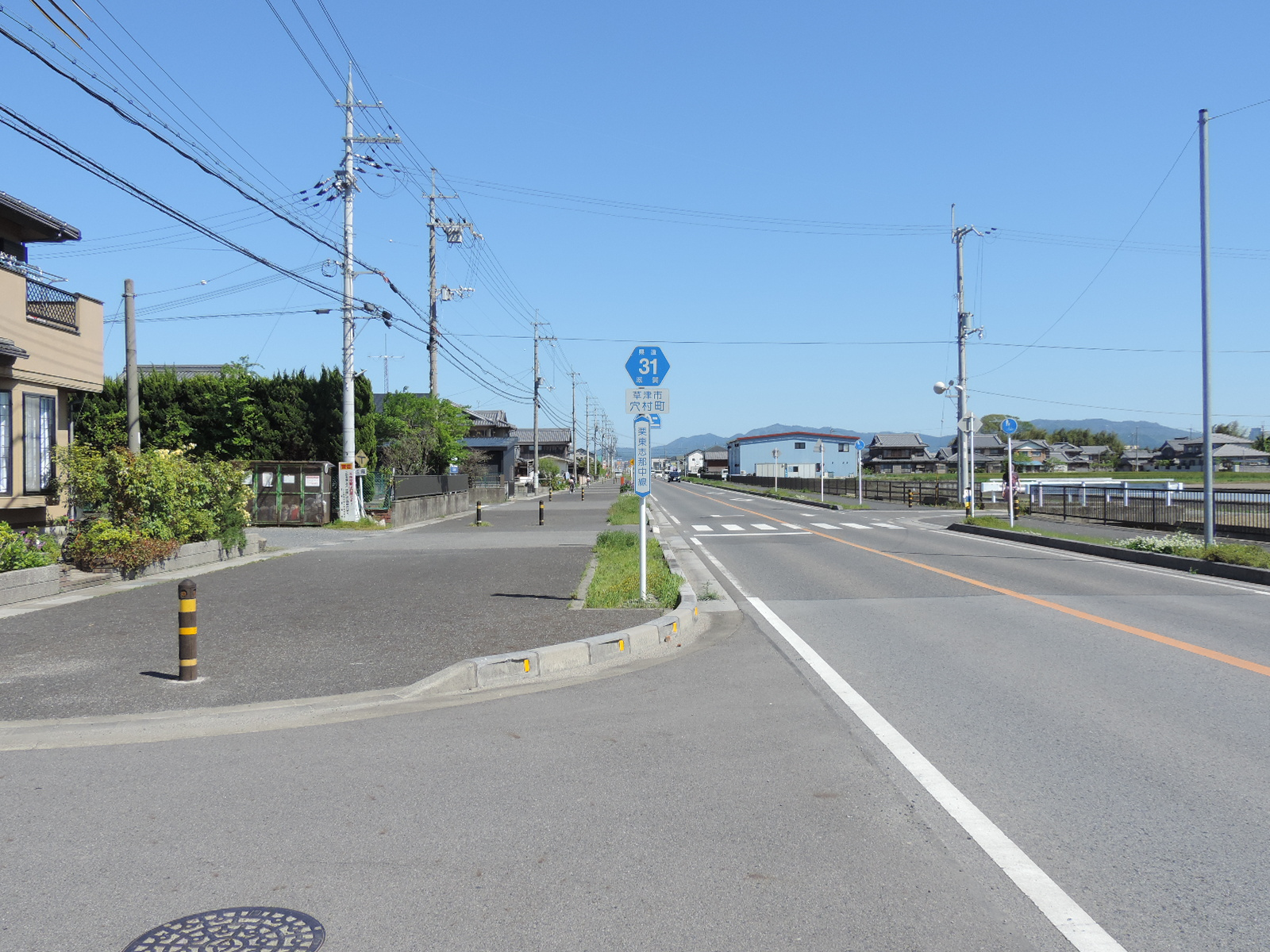
草津市穴村町